# Eurymesosa
Eurymesosa – rodzaj chrząszczy z rodziny kózkowatych i podrodziny zgrzypikowych.

## Zasięg występowania
Przedstawiciele tego rodzaju występują w Azji Południowo-Wschodniej i południowych Chinach.

## Systematyka
Do Eurymesosa należą 3 gatunki:
- Eurymesosa allapsa
- Eurymesosa ventralis
- Eurymesosa ziranzhiyi